# Comuna Aprilți, Loveci
Aprilți (în bulgară Априлци) este o comună în regiunea Loveci, Bulgaria, formată din orașul Aprilți și satele Drașkova Poleana, Skandaloto și Velcevo. 

## Demografie
Componența etnică a obștinei Aprilți
     Bulgari (95,53%)
     Nicio identificare (3,74%)
     Altele (0,71%)
La recensământul din 2011, populația comunei Aprilți era de 3.338 locuitori. Din punct de vedere etnic, majoritatea locuitorilor (95,53%) erau bulgari. Pentru 3,74% din locuitori nu este cunoscută apartenența etnică.